# سباستین فورنیه
سباستین فورنیه (فرانسوی: Sébastien Fournier‎؛ زادهٔ ۲۷ ژوئن ۱۹۷۱) بازیکن سابق و مربی فوتبال اهل سوئیس است که در پست هافبک بازی می‌کرد. 
از باشگاه‌هایی که در آن بازی کرده‌است می‌توان به باشگاه فوتبال سیون، باشگاه فوتبال سروت ۱۸۹۰، و باشگاه فوتبال اشتوتگارت اشاره کرد.
وی همچنین در تیم ملی فوتبال سوئیس بازی کرده‌است.